# Fairy Cube
Fairy Cube (妖精標本?, Yōsei hyōhon) è una serie manga creata da Kaori Yuki, pubblicato in Giappone da Hakusensha e serializzato per la prima volta sulla rivista Hana to Yume nel febbraio del 2005. È apparso in Italia nel 2007, distribuito dalla Panini Comics.

## Trama
Ian non è un ragazzo come gli altri: fin da piccolo ha la capacità di vedere le fate, inoltre solo lui può vedere il suo "doppio" che lui ha battezzato Tokage perché i suoi occhi rossi e i capelli verdi gli ricordano una lucertola. Ian è emarginato, tutti lo prendono in giro e lo maltrattano perché lo ritengono un bugiardo. L'unica persona che gli si è mai avvicinata è Rin, una ragazza sua amica d'infanzia, a cui Ian aveva mostrato le fate, perciò lei gli crede. La vita già difficile dei due ragazzi si complica quando iniziano a verificarsi misteriosi delitti soprannominati "omicidi delle fate" perché sotto ad ogni cadavere si forma una pozza di sangue a forma di ali. Ian forse ha capito chi è il misterioso assassino, e insieme a Rin cercherà di smascherarlo.

## Personaggi
Ian Hasumi (羽住衣杏?, Hasumi Ian)
È il protagonista della vicenda, ha il potere di vedere le fate, proprio per questo tutti lo considerano un bugiardo che si immagina le cose. L'unica persona che gli crede e che gli è amica è Rin, la ragazza di cui è innamorato.
Rin Hishinagi (石椛鈴?, Hishinagi Rin)
Amica d'infanzia di Ian, ha visto anche lei le fate quando il bambino gliele mostrò anni prima, perciò gli crede e da allora sono amici. I due però si sono dovuti separare per diversi anni quando Rin si è dovuta trasferire, anche se ora Rin è tornata a Tokyo e cercherà di riagganciare i rapporti col vecchio amico.
Ainsel (エインセル?, Hainseru)
È la fata che affianca Ian durante la storia; è una creatura capricciosa ed egocentrica, ma si affeziona al protagonista.
Tokage (トカゲ?)
È un ragazzo con i capelli verdi e gli occhi rossi, che prende il suo nome dalla lucertola (tokage significa lucertola) e che Ian ha visto una volta da bambino, inoltre viene considerato dalle altre fate,da Ian e da Rin un suo doppio. Odia Ian e fa di tutto per ferirlo e causargli problemi. È in grado di volare e di apparire e scomparire quando e dove vuole. Dopo che Ian ottiene da Kaito un Fairy Cube, uno strano marchio solca la sua guancia destra attraverso l'occhio destro alla fronte, lo stesso marchio che porta la lucertola nel Fairy Cube di Ian. Quando Ian muore, Tokage si impossessa del corpo e della vita di Ian, cosa che rende i suoi capelli verdi e i suoi occhi rossi invisibili agli umani.
In seguito si scopre essere il fratello gemello di Ian (Isaia) morto alla nascita, cosa che spinse la loro madre Kureha (appartenente alla razza delle fate) a lasciarlo nel mondo fatato dove gli spiriti possono vivere.
Kaito (界外?)
È il proprietario del negozio di antiquariato, bello e misterioso. Ha lunghi capelli chiari che di solito nascondono il suo occhio destro che è anche coperto da una benda. Più tardi si scopre è stato sfregiato da un mostro successivamente all'espulsione dal Castello Knockma, dopo essere stato trovato a letto con la Regina. Raven lo difese, e raccontò come la Regina aveva sedotto Kaito, che non aveva mai voluto farlo. Furono abbandonati, dopo di che Kaito cedette e pregò Raven di non lasciarlo. Poco dopo, furono attaccati e Kaito perse il suo occhio. Dopo il ritorno al villaggio nativo di Raven, sembrò che Kaito avesse sedotto la fidanzata di Raven, Canarie, che morì di immenso dolore. Precedentemente, gli abitanti del villaggio avevano implorato Kaito di andare da lei, e lui rispose l'avrebbe fatto se Raven gli avesse rimpiazzato l'occhio che aveva perso. Senza esitazione, Raven si cavò un occhio e lo offrì a Kaito. Da allora ha coperto quell'occhio. Appare sulla scena di uno degli "omicidi delle fate" e prende un cubo da un cadavere. Ian sospetta che sia lui l'assassino. Kaito dà a Ian un Fairy Cube con una lucertola all'interno e gli racconta della maledizione del cubo. Kaito sembra essere in grado di sprigionare fascino con il suo occhio destro e trasporta Ian e Ainsel nel mondo delle fate. Sta cercando di trovare un corpo abbastanza forte per accettare Ainsel. Utilizza i cadaveri di coloro che non sono stati adattati a vivere con una fata all'interno del loro corpo per esperimenti nel suo laboratorio e dà all'anima di Ian il corpo di un bambino biondo.
Kazumi Hasumi (羽住一巳?, Hasumi Kazumi)
È il padre di Ian. È circondato da un'aura di freddezza e leggera follia. Un tempo noto scrittore e figlio preferito del mondo letterario, ora lavorà come insegnante di giapponese nella scuola di Ian e Rin. La sua abilità nello scrivere sparì insieme alla moglie, Kureha. Disse a suo figlio Ian che Kureha sembrava una fata. Teme che suo figlio sia troppo simile alla madre. Ha bruciato le ali di Ian con una candela per impedirgli di fuggire via come fece sua madre.
Kureha (呉葉?)
È la madre di Ian, che sparì quando lui era ancora piccolo. Il padre disse a Ian che somigliava molto a una fata. Ian ricorda come la madre lo stringeva e che aveva i capelli verdi e gli occhi rossi, come lui. Più tardi si scoprirà che quello che teneva in braccio non era Ian ma Tokage. Era una fata appartenente alla razza delle leanhaun shee, anche note come “muse”. Le leanhaun shee seducono gli uomini e aspirano il loro “foison” (energia vitale). In cambio forniscono ispirazione artistica. Per questo Kazumi era uno scrittore di così gran successo. Alla fine questo fatto avrebbe indotto l'uomo alla morte, ma poiché Kureha era veramente innamorata di suo marito fuggì prima di poterlo uccidere.

## Volumi
| Nº | Titolo italiano                                                    | Data di prima pubblicazione     | Data di prima pubblicazione |
| Nº | Titolo italiano                                                    | Giapponese                      | Italiano                    |
| 1  | Prime ali: The Day of Rebith                                       | 19 ottobre 2005 ISBN 4592183517 | 15 febbraio 2007            |
| 1  | Capitoli - Capitoli da 01 a 07                                     |                                 |                             |
| 2  | Seconde ali: Fairy Thorn                                           | 2 febbraio 2006 ISBN 4592183525 | 14 aprile 2007              |
| 2  | Capitoli - Capitoli da 08 a 14                                     |                                 |                             |
| 3  | Terze ali: Sluagh Sidhe                                            | 19 luglio 2006 ISBN 4592183533  | 28 giugno 2007              |
| 3  | Capitoli - Capitoli da 15 a 18 - Capitolo speciale: Psycho Knocher |                                 |                             |